# Lasioglossum cyclurum
Lasioglossum cyclurum is een vliesvleugelig insect uit de familie Halictidae. De wetenschappelijke naam van de soort is voor het eerst geldig gepubliceerd in 1915 door Cockerell.